# Індіана Джонс і останній хрестовий похід
«Індіана Джонс і останній хрестовий похід» (англ. Indiana Jones and the Last Crusade) — американський пригодницький фільм, знятий у 1989 році режисером Стівеном Спілбергом, з Гаррісоном Фордом у головній ролі та Шоном Коннері у ролі батька Індіани. Це третій фільм з серії пригод про археолога Індіану Джонса. Зйомки відбувалися в Іспанії, Італії, Англії, Туреччині та Йорданії.
Стрічка отримала, в цілому, позитивні відгуки критиків і глядачів, стала лауреатом Премії «Оскар» за найкращий звуковий монтаж. На 1 березня 2024 року фільм займав 117-ту позицію у списку 250 кращих фільмів за версією IMDb.

## Сюжет

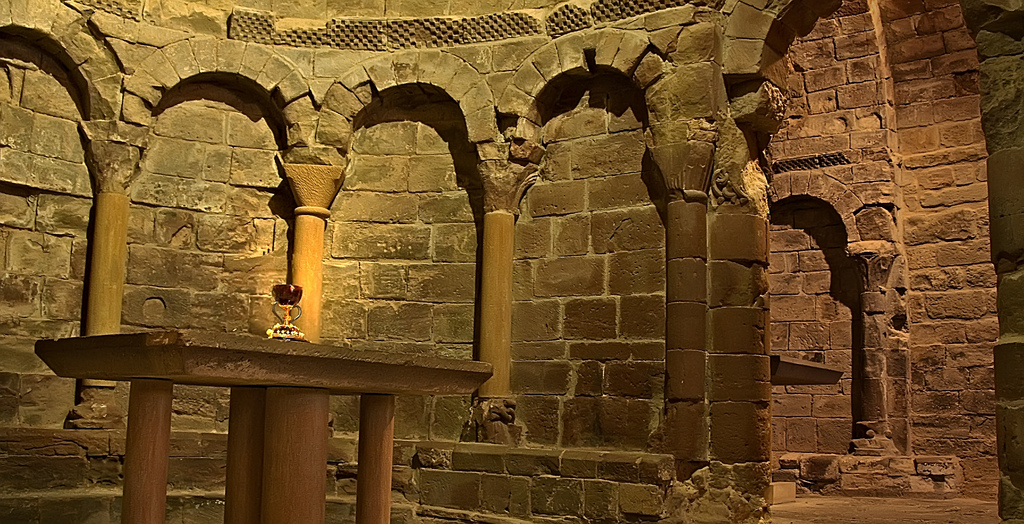
Святий грааль — чаша, пошуки якої покладено в основу сюжету фільму

У 1912 році в Юті юний Індіана Джонс, ще будучи скаутом, разом з другом стає свідком того як бандити знаходять золотий хрест Франциска Коронадо. Джонс викрадає хрест, щоб передати його музею, та тікає на цирковому потязі. Бандити наздоганяють його, але Індіана ховається в скрині фокусника з подвійним дном, після чого тікає. Проте невдовзі злочинці розшукують його вдома і звинувативши хлопця в крадіжці в присутності шерифа, примушують його віддати хрест. Один з бандитів, вражений сміливістю хлопця, дарує йому свого капелюха.
Ставши дорослим і досвідченим археологом, Індіана Джонс у 1938 році розшукує тих самих бандитів, щоб повернути хрест Коронадо. Під час бійки на кораблі йому вдається забрати реліквію. Індіана продовжує викладати в університеті. Його зустрічає бізнесмен Вальтер Донован, який просить перекласти написи на уламкові плити. Там ідеться про місце розташування чаші Грааль, котра, за легендою, може давати вічне життя. Донован також володіє книгою, в якій засвідчено, що легенда правдива і Грааль сховано десь біля Венеції. Керівник пошуків зник за таємничих обставин, тож Валтер пропонує Джонсу продовжити його справу. На свій подив Індіана дізнається, що зниклий — це його батько, Генрі Джонс. Джонс отримує останню посилку від батька з його щоденниками та вирушає на пошуки.
З колегою Маркусом Броді він прибуває до Венеції, де зустрічають доктора Ельзу Шнайдер. Вони знаходять у бібліотеці вітраж із шифром, який вказує на приховану гробницю, в якій похований лицар, що знайшов Грааль. На саркофазі виявляється друга частина плити. Тим часом за ними слідує Братство Хреста і Меча, яке охороняє Грааль. Його члени підпалюють нафту, розлиту в гробниці, але Джонс зі Шнайдер рятуються та тікають на човні. Член Братства, Казім, запитує для чого ті шукають чашу. Коли Індіана пояснює, що шукає батька, той повідомляє де його ув'язнено.
Індіана вириває зі щоденника батька сторінку з позначенням частини шляху до Грааля. З Ельзою він пробирається до замку на німецько-австрійському кордоні, де знаходить батька в полоні нацистів. Ельза виявляється їхньою спільницею і забирає щоденник. Вона передає його Доновану, що також шукає Грааль для Гітлера, але скоро розуміє, що там бракує сторінки. Маркус, якому Індіана передав сторінку, завдяки Саллаху тікає від переслідування, але скоро потрапляє в полон. Намагаючись звільнитися, Індіана та Генрі спричиняють пожежу в замку. Вони вибираються назовні та тікають на авто. Батько повчає Індіану, що пошуки Грааля — це боротьба зі злом, а не просто пошуки коштовності.
Генрі з Індіаною прибувають до Берліна, де знаходять Ельзу, в якої відбирають щоденник. В натовпі Індіана випадково стикається з Гітлером, який дає йому автограф. Батько й син дістають квитки на дирижабль, але нацисти влаштовують там обшук. Індіана, переодягнувшись кондуктором, рятує батька і дирижабль відлітає.
В польоті вони викрадають літак, який переслідують штурмовики Люфтваффе. Втративши літак, обоє опиняються на землі під обстрілом, але Генрі лякає зграю чайок, через яку переслідувач розбивається. Тим часом Донован прибуває в республіку Гатай, де сховано Грааль, і підкупляє правителя за новий німецький автомобіль. З Маркусом і загоном солдатів Донован прямує до вказаного в щоденнику місця. Він викриває в своїх рядах Казіма і застрелює його. Той перед смертю попереджає, що на нацистів паде прокляття, якщо вони захоплять Грааль. Генрі знаходить Маркуса в танку, який переслідує Індіану. Той рятує батька і Броді та вирушає з ними до міста Петра.
Нацисти доти вже дійшли до Петри, але постають перед брамою, в якій стоїть пастка. Донован стріляє в Генрі, щоб Індіана знайшов Грааль і перевірив його цілющу силу. Археолог здогадується як оминути пастки й проходить прихованим мостом над прірвою. В кімнаті з Граалем він виявляє лицаря, що 700 років тому лишився охороняти чашу. Слідом приходять Донован з Ельзою, але ніхто не знає, яка з численних чаш є Граалем. Тільки істинний Грааль дає життя, решта — відбирають його. Прагнучи вічного життя, Донован довіряється вибору Ельзи. Він випиває воду з чаші, але швидко старіє і зітліває. Індіана розуміє, що справжній Грааль найскромніший з вигляду. Він випиває з нього, та охоронець пояснює — безсмертним стане лиш той, хто не покидатиме кімнати. Індіана дає воду батькові, чим зцілює його. Ельза забирає Грааль, спрацьовує прокляття і вона падає в безодню. Охоронець чаші помирає, а його кімната обвалюється.
Генрі, Індіана та Саллах з Маркусом вибираються з Петри й прямують на захід.

## Галерея

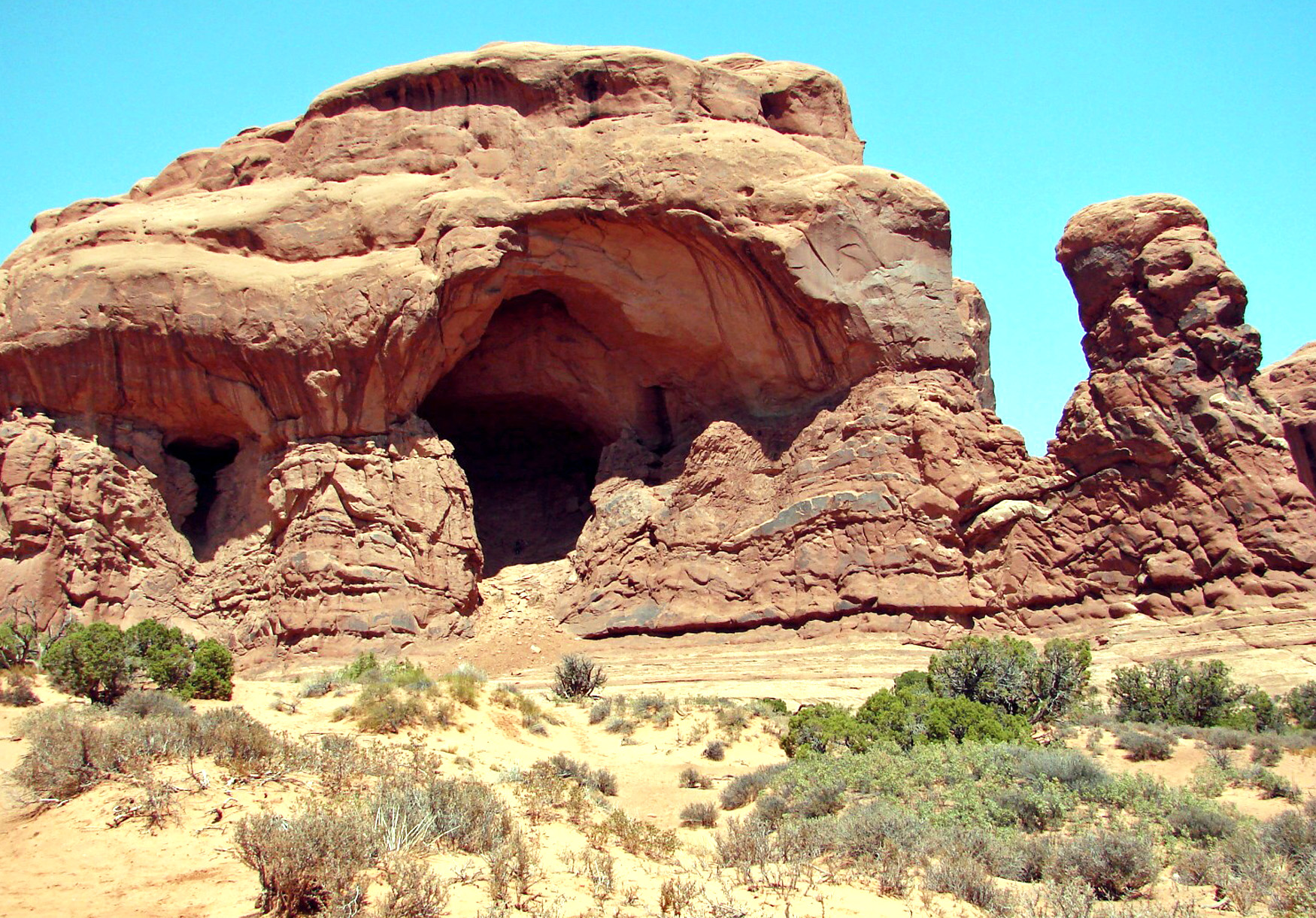
Печера, в якій згідно з фільмом було знайдено хрест Коронадо
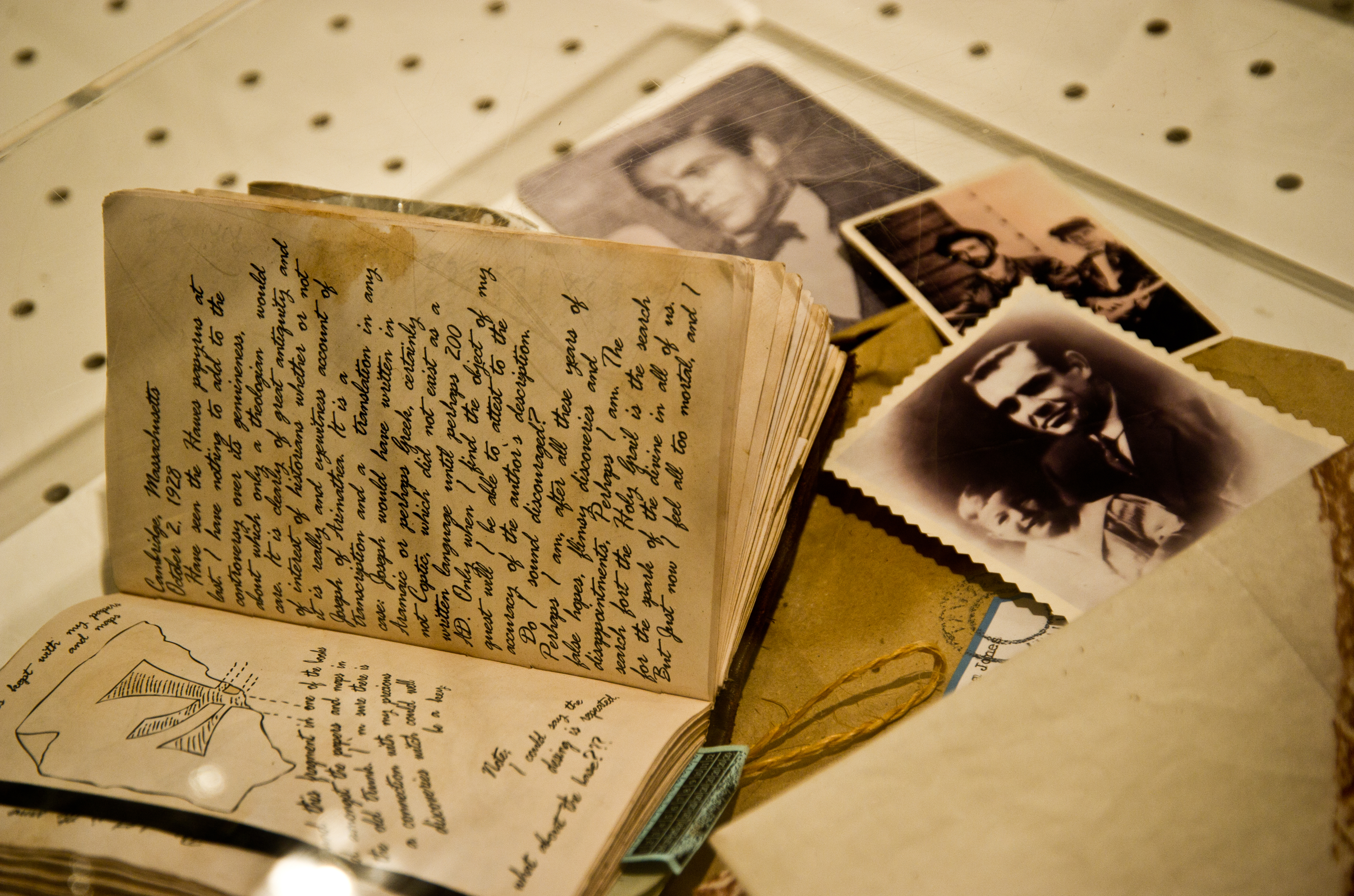
Щоденник Генрі Джонса
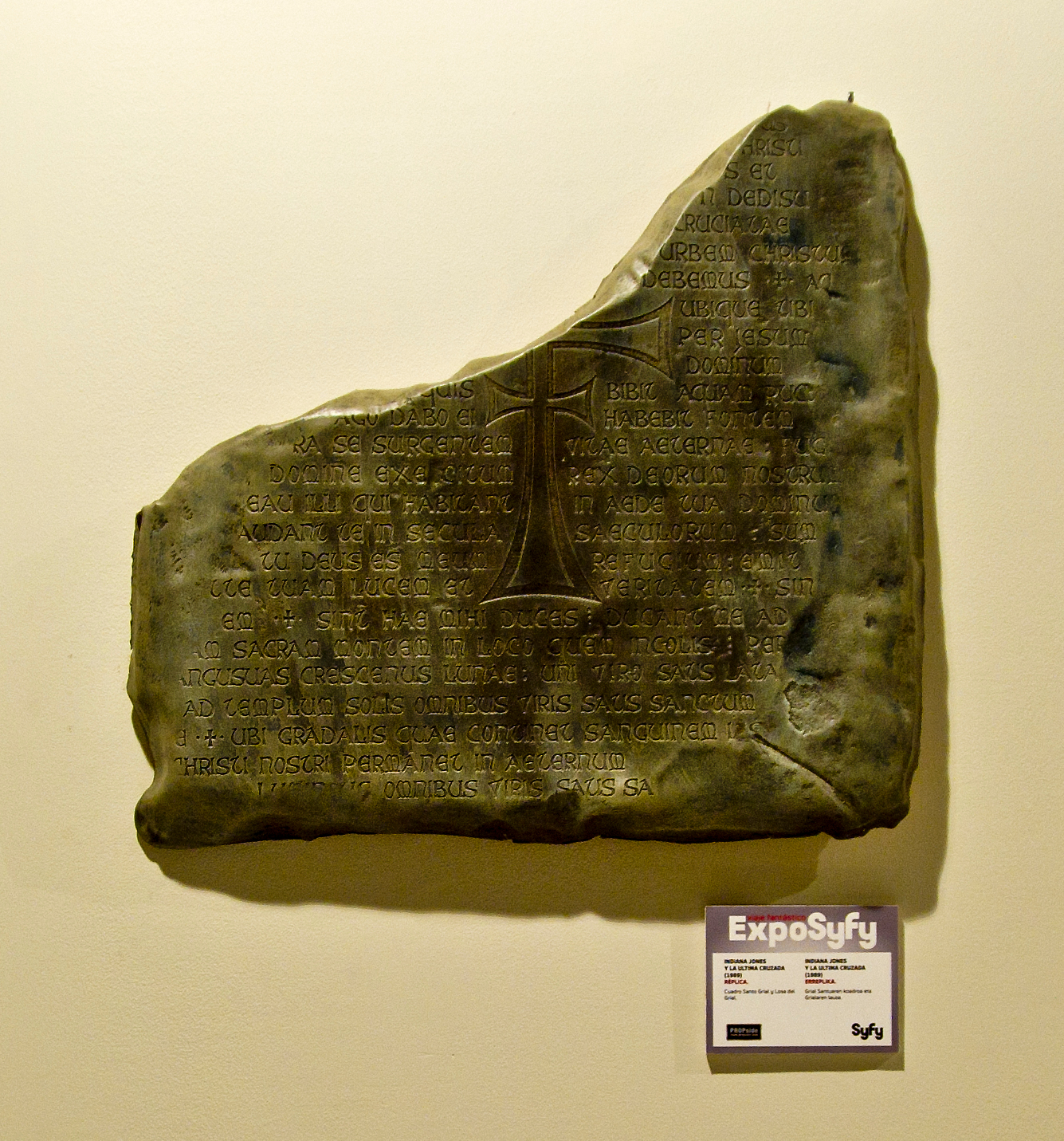
Плита з підказкою на пошуки Грааля
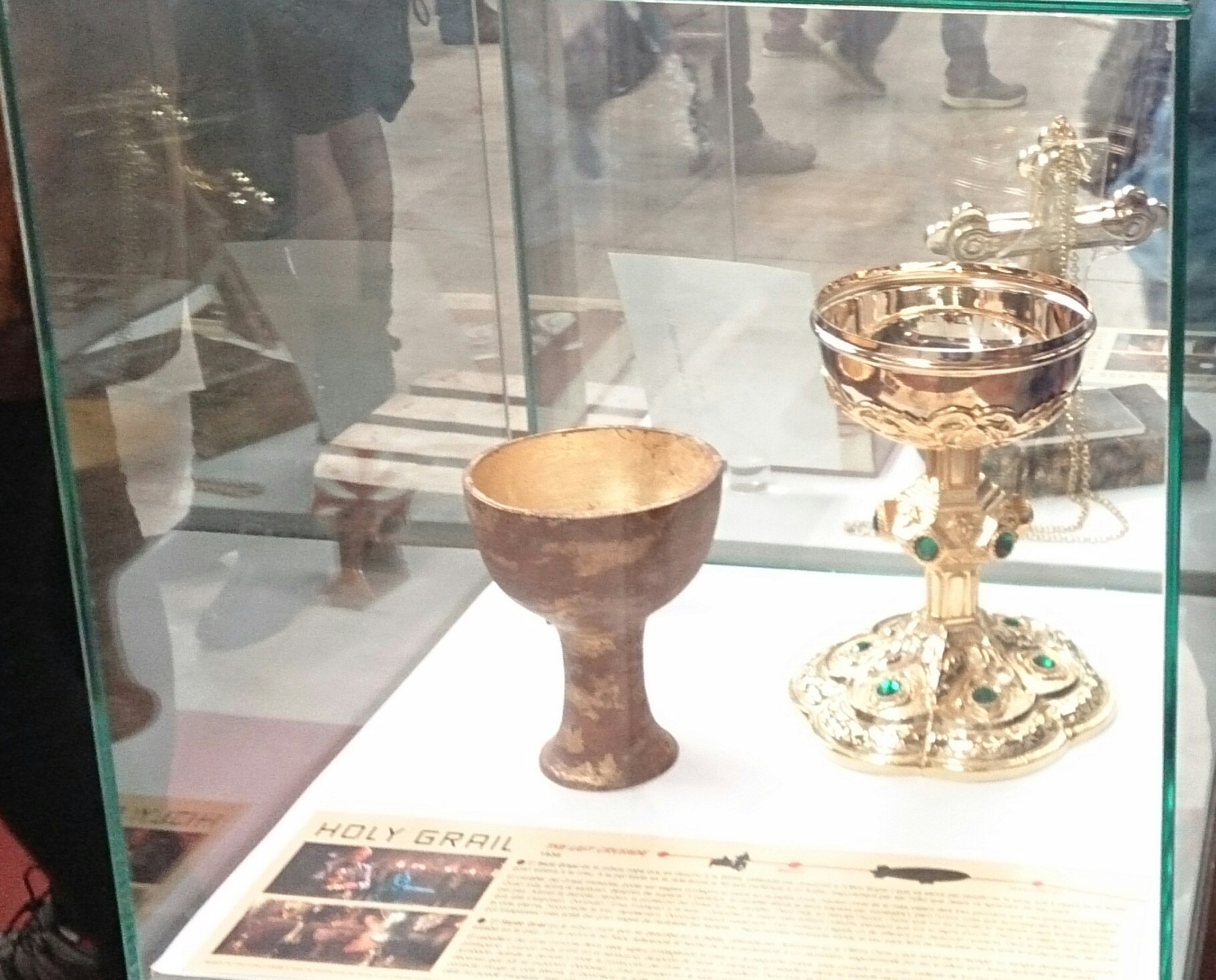
Справжній і хибний Грааль

## Історія створення
Від самого початку планувалося, що в цілому фільмів про пригоди Індіани Джонса буде п'ять, то ж робота над третьою частиною почалася відразу після виходу другої — у 1985 році. Ідею про Святий Грааль запропонував Джордж Лукас, додати сюжетну лінію про сина й батька — Стівен Спілберг, а над самим сценарієм по черзі працювали декілька сценаристів.

## Зйомки
Зйомки розпочалися 16 травня 1988 року в Альмерії, на півдні Іспанії. Змінивши декілька локацій, знімальна група в цілому провела в цій країні три тижні, після чого перемістилася до Англії. Зйомки також виконувалися у Венеції, Йорданії, Туреччині, декількох штатах США.

## Музика
Музику до фільму написав композитор Джон Вільямс. Її було номіновано на здобуття премії «Оскар» та «Греммі».

## У ролях
- Гаррісон Форд — Індіана Джонс
  - Рівер Фенікс — 13-річний Індіана Джонс
- Шон Коннері — професор Генрі Джонс-старший
- Елісон Дуді — Ельза Шнайдер
- Денхолм Елліотт — Маркус Броді
- Джуліан Гловер — Вальтер Донован
- Джон Ріс-Девіс — Салла
- Майкл Берн — полковник Вогель
- Кеворк Малікян — Касим
- Роберт Еддісон — лицар Грааля
- Вернон Добчефф — Батлер
- Айла Блер — місіс Донован
- Майкл Ширді — Адольф Гітлер

## Нагороди та номінації
Премія Оскар 1990

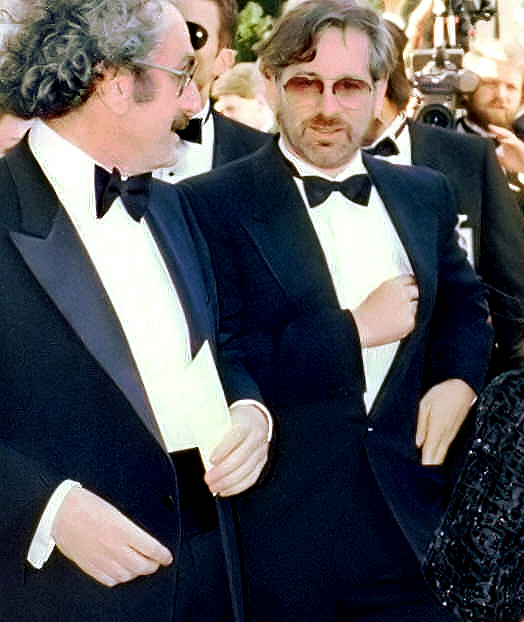
Стівен Спілберг на церемонії нагородження премії Оскар 1990 року

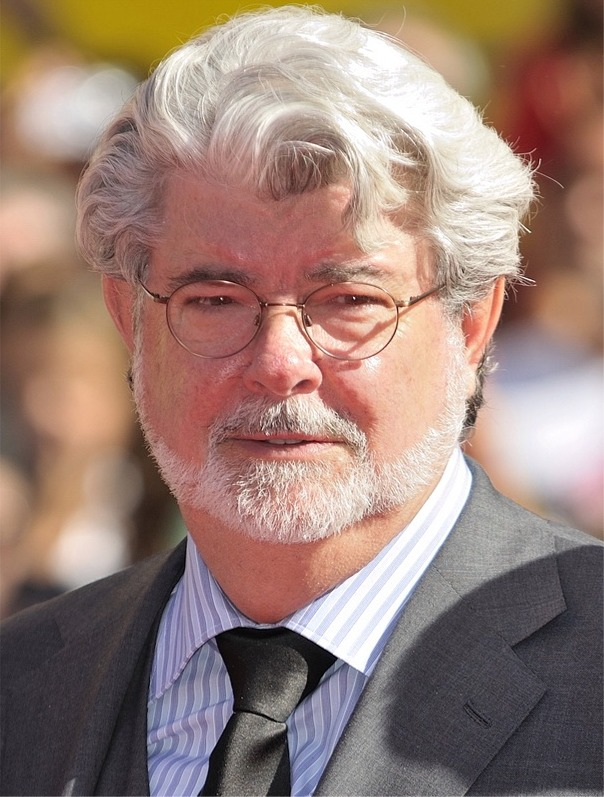
Продюсер Джордж Лукас

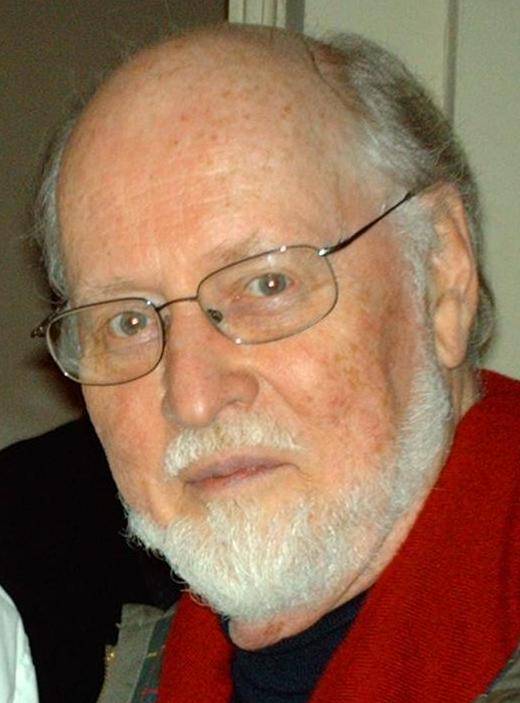
Композитор Джон Вільямс

- Найкращий звуковий монтаж: Бен Берт, Річард Гімнс
- номінації:
  - Найкращий звук: Бен Берт, Гері Саммерс, Шон Мерфі, Тоні Доу
  - Найкраща музика: Джон Вільямс

Премія BAFTA 1990
- номінації:
  - Найкращий звук: Річард Гімнс, Тоні Доу, Бен Берт, Гері Саммерс, Шон Мерфі
  - Найкращі візуальні спецефекти: Джордж Гіббс, Майкл МакАлістер, Марк Салліван, Джон Елліс
  - Найкраща чоловіча другорядна роль: Шон Коннері

Премія Золотий глобус 1990
- номінація:
  - Найкраща чоловіча роль другого плану у кіно: Шон Коннері

Премія Г'юго 1990
- Найкраща драматична постановка: Стівен Спілберг, Джеффрі Боам, Джордж Лукас, Менно Меєс, Філіп Кауфман

Премія Молодий актор 1990
- номінація:
  - Найкращий драматичний фільм

Премія BMI Award 1990
- BMI Film Music Award: Джон Вільямс

Нагорода Греммі 1990
- номінація:
  - Найкращий альбом із інструментальною музикою до фільму: Джон Вільямс

Премія Золотий екран 1990 (Німеччина)
- Найкращий фільм

Премія Японської академії 1990
- номінація:
  - Найкращий іноземний фільм

Премія Сатурн 1991
- номінації:
  - Найкращий фільм-фентезі
  - Найкращий актор: Гаррісон Форд
  - Найкращий сценарій: Джеффрі Боам
  - Найкращі костюми: Ентоні Пауелл, Джоанна Джонстон

Премія Сатурн 2003
- Найкраща DVD-збірка

DVD Exclusive Awards 2003
- номінації:
  - Найкраща програма про створення фільму: Лоурент Бузеру
  - Best Overall DVD: Лоурент Бузеру, Джим Вард, Джон Лоурі

Асоціація кінокритиків мовних компаній 2013
- номінація:
  - Улюблена кіно-франшиза

## Цікаві факти

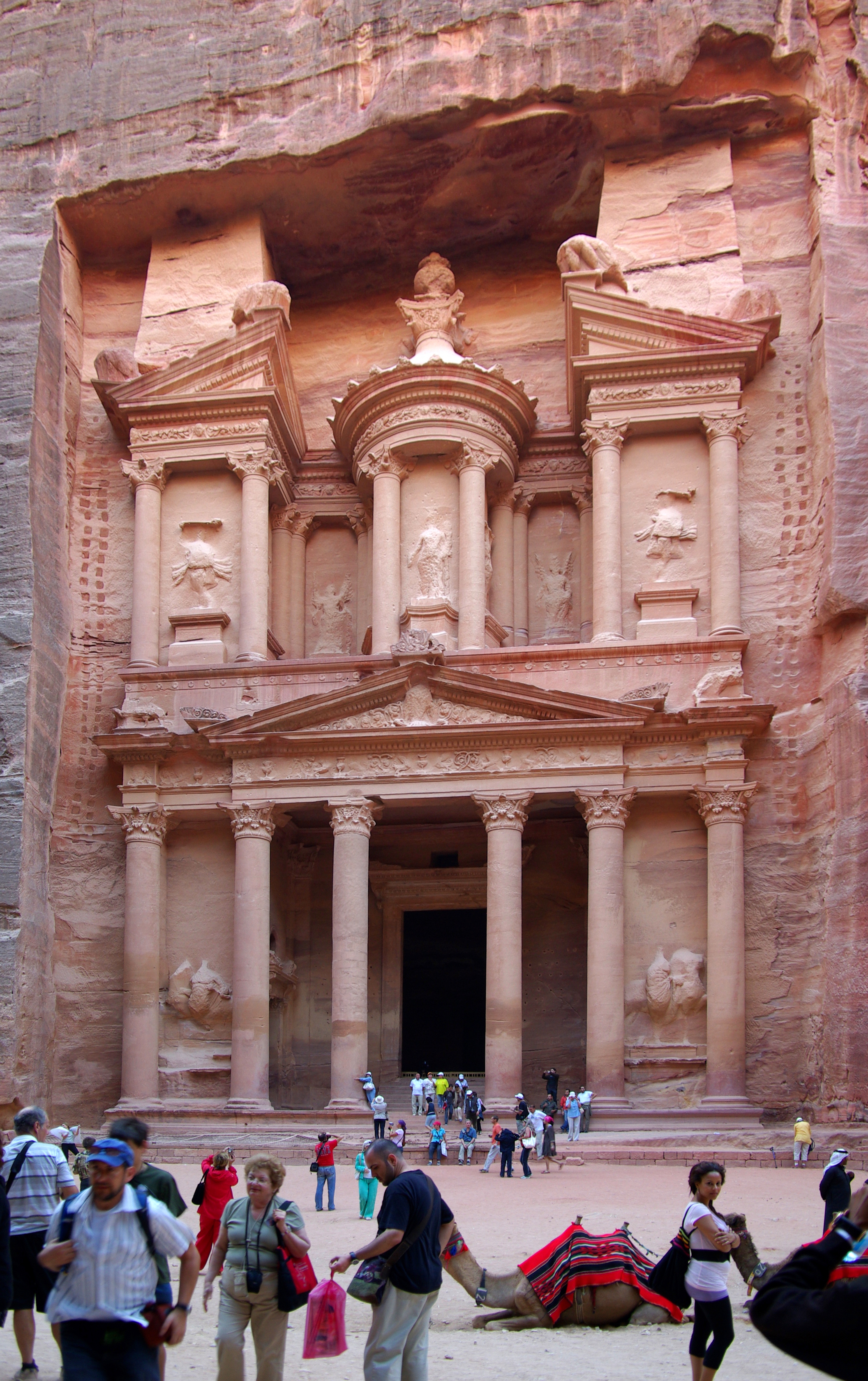
Петра в Йорданії, де проходили зйомки

- Чоловіка на ім'я Федора (його зіграв Річард Янг), який одягнув на молодого Інді свій капелюх, на початковій стадії написання сценарію звали Абнер Рейвенвуд — за задумом так відбулася перша зустріч Індіани Джонса та батька Меріон з першого і четвертого фільмів.
- Спілберг завжди хотів зняти фільм про Джеймса Бонда. Можливо, тому у фільмі так багато акторів з франшизи про шпигуна — Шон Коннері, Джон Ріс-Девіс, Елісон Дуді, Майкл Бірн, Біллі Джей Мітчелл, Вернон Добчефф, Джуліан Гловер, Стівен Каліфа, Пет Роуч та Юджин Ліпінські.
- Шон Коннері був головним кандидатом на роль Джонса-старшого, хоча він лише на 12 років старший за Гаррісона Форда. Після нього йшли Грегорі Пек і Джон Петрі.
- За визнанням Спілберга, він узявся за цей фільм з двох причин — щоб виконати умови контракту з Лукасом на 3 фільми і щоб виправдатися за менш вподобані критиками перші два фільми.
- Для релізу фільму на DVD компанією Lowry Digital Images було опрацьовано понад 970 тисяч кадрів. Вона ж працювала над DVD фільмів «Білосніжка і 7 гномів», «На північ через північний захід» і «Бульвар Сансет».
- Гаррісон Форд запропонував кандидатуру Рівера Фенікса на роль молодого Інді. Юний актор зізнався, що, працюючи над роллю, він ґрунтувався на звичках і манерах Форда, а не Індіани Джонса з перших фільмів.
- У сцені польоту на дирижаблі Гаррісон Форд і Шон Коннері не носили штанів, так як на зйомках було неймовірно спекотно.
- На початку фільму, коли молодий Джонс з приятелем натикаються в печері на бандитів, Індіана посилає того «повідомити про знахідку іншим». Говорячи це, він мимохідь знімає з одного змію, причому робить це абсолютно спокійно, але ж, як відомо, змії — це єдине, чого смертельно боїться Індіана Джонс. З іншого боку, трохи пізніше, тікаючи від «чорних археологів» у цирковому поїзді, Індіана провалюється крізь дах вагона з рептиліями прямо до резервуару зі зміями, що змушує його жахнутися (до речі, потім, змійка, яка раптово виповзла з його рукава, врятувала йому життя). Таким чином, автори фільму мабуть спробували показати момент, коли у Індіани все-таки розвинулася фобія до змій. Тоді ж молодий Індіана батогом розсікає собі підборіддя, внаслідок чого у нього з'являється шрам. Гаррісон Форд заробив свій шрам у юності, потрапивши в автомобільну аварію.
- Дирижабль, на якому летить Індіана зі своїм батьком — це знаменитий «Гінденбург».
- Це останній фільм, який зняв оператор Дуглас Слокомб за весь час своєї кар'єри у кіно.[12][13]

## Слогани
- He's back in an all new adventure. Memorial Day 1989.
- Have the adventure of your life keeping up with the Joneses
- The man with the hat is back. And this time, he's bringing his Dad.